# Segelfluggelände Aichach

i7
i11
i13
Das Segelfluggelände Aichach ist ein Segelfluggelände im Landkreis Aichach-Friedberg, Bayern.

## Lage
Der Platz liegt im Stadtteil Aichach-Nord im Tal der Paar auf einer Höhe von 436 m ü. NN.

## Geschichte
In den 1930er Jahren gab es erste Segelflüge am Hang des Ecknachtales, wo sich heute das Industriegebiet Süd von Aichach befindet. Im Jahr 1936 wurden die erste Bauten (Flugbaracke, Werkräume) dort errichtet. Nach Kriegsende dauerte es bis 1950, bevor sich wieder ein Flugverein vor Ort gründete. Dieser bekam Anfang der 1960er Jahre von der Stadt das heutige Gelände zur Verfügung gestellt. Im Jahr 1965 wurde die Genehmigung zum Betrieb erteilt auf einer zunächst noch 450 m langen Bahn. Diese wurde im Rahmen der Flurbereinigung 1982 auf die heutige Größe verlängert.

## Flugplatz

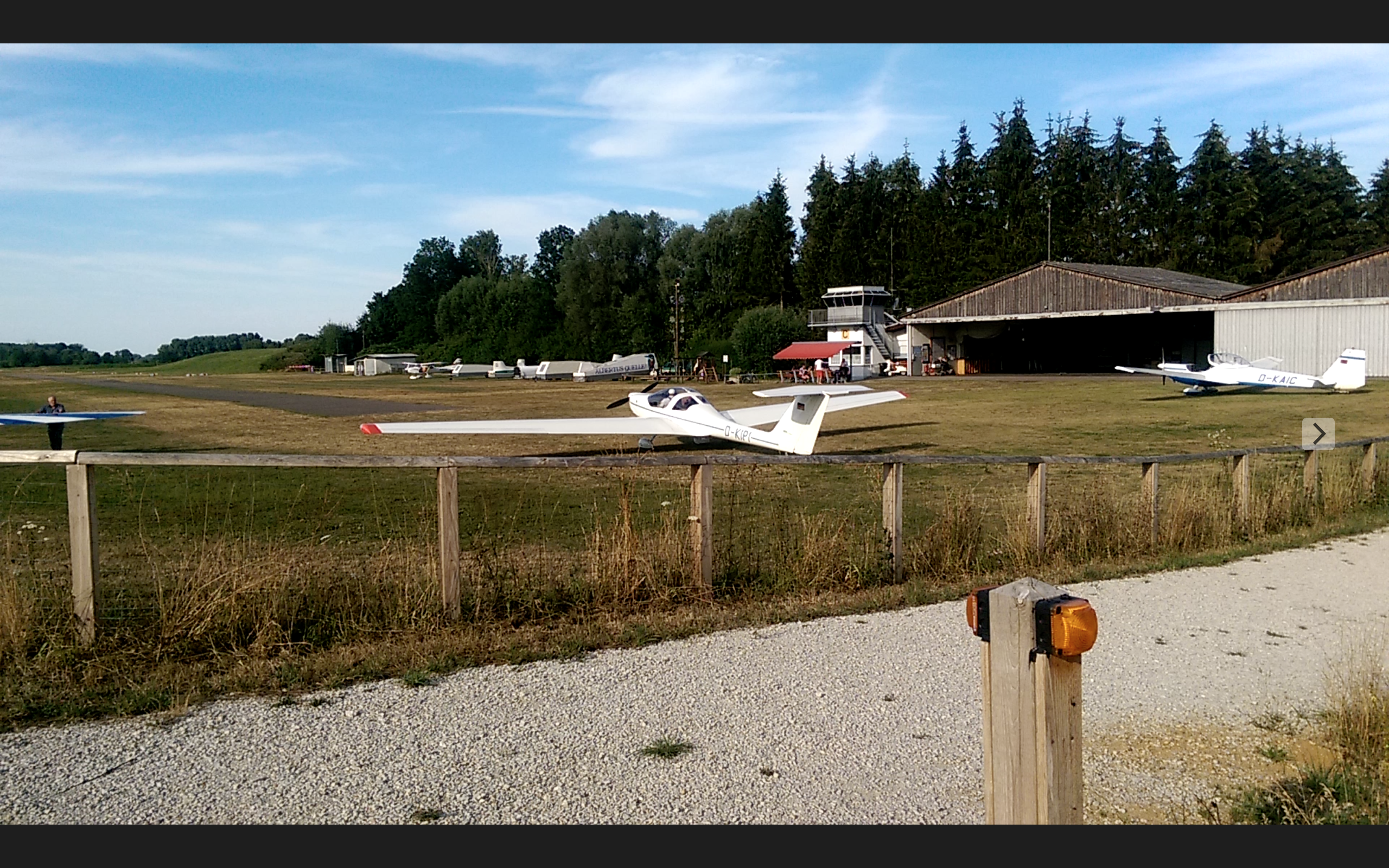
Hangar und Turm des Flugplatzes

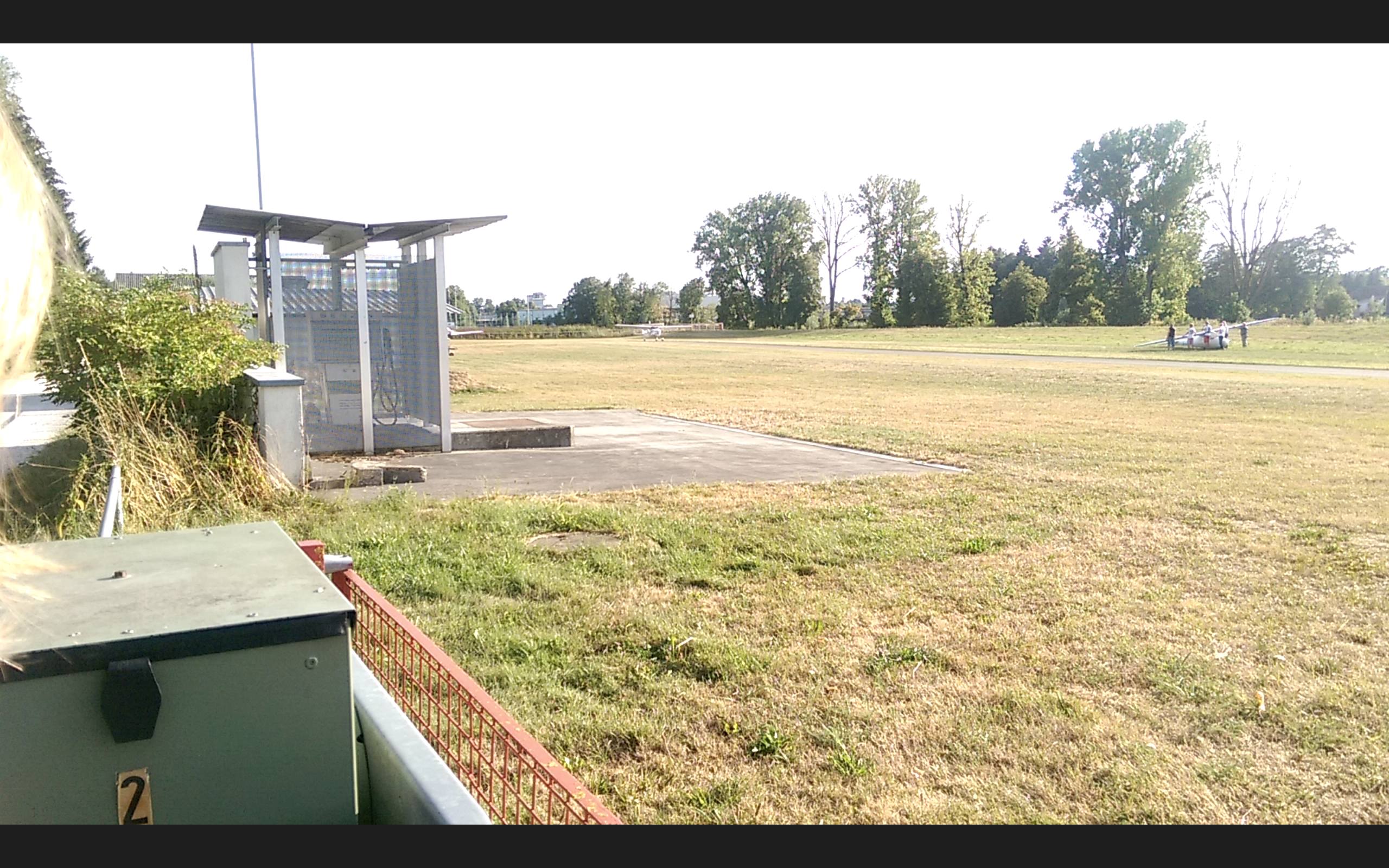
Tankstelle mit startender Cessna 172

Die Start- und Landebahn 02/20 (zur Vermeidung von Verwechslungen auch 36/18) ist 580 Meter lang und 30 Meter breit und verfügt über einen asphaltierten Anrollstreifen von 270 Metern Länge und 5 Metern Breite. Der Betreiber des Flugplatzes ist der LSV Aichach. Dieser verfügt über mehrere Ultraleichtflugzeuge, zwei Motorsegelflugzeuge, eine mobile Zweitrommel-Startwinde sowie ein Seilrückholfahrzeug. Außerdem verfügt der Flugplatz über einen Tower, eine Tankstelle und einen Hangar.
Aus Lärmschutzgründen ist beim Anflug auf Piste 02 (36) auf einen nahe gelegenen Fußballplatz und nicht zu überfliegende Wohngebiete zu achten. Ebenfalls ist der Kirchturm der Stadtpfarrkirche Mariä Himmelfahrt beim Anflug zu beachten. Die Piste 02/20 kreuzt eine durch eine Schranke abgesicherte Straße.